# 日本—斯洛伐克關係
日斯關係是指日本與斯洛伐克之間的的國家關係。兩國（當時是捷克斯洛伐克）於1921年建立關係 。
從1993年起，斯洛伐克在東京設有大使館。從2002年起，日本在布拉迪斯拉發設有大使館，現任大使是中村真。兩國關係良好。

## 經濟
在2014年，日本是斯洛伐克在歐盟以外第十三大的貿易夥伴。在2017年，日本對斯洛伐克的出口總值達到223億日元，出口貨品主要是視聽設備零件、科學光學儀器、電池和汽車；日本對斯洛伐克的進口總值達到243億日元，進口貨物主要是汽車、電力機械、汽車零部件、泵和離心機。

## 官方交流
2007年1月12日至13日，日本外相麻生太郎訪問斯洛伐克，這是日本外相自1993年獨立以來首次訪問斯洛伐克。2012年6月26日至30日，斯洛伐克總統伊萬·加什帕羅維奇訪問了日本。2013年6月16日，日本首相安倍晉三和斯洛伐克總理罗伯特·菲佐在華沙舉行的首次V4+日本峰會的間隙會面。同年6月23日至26日，秋筱宮親王殿下訪問斯洛伐克，紀念日斯建交20週年。

## 文化交流
在2016年起，日本和斯洛伐克開始了打工度假簽證計劃。

## 外部連結
- 斯洛伐克駐東京大使館 （页面存档备份，存于）
- 日本駐布拉迪斯拉發大使館 （页面存档备份，存于）